# Hey, Mamma!
«Hey, Mamma!» — пісня молдовського гурту SunStroke Project для конкурсу Євробачення 2017 в Києві, Україна. Пісня була виконана в першому півфіналі Євробачення, 9 травня, та пройшла до фіналу. У фіналі, 13 травня, була виконана під номером 7, за результатами голосування отримала від телеглядачів та професійного журі 374 бали, посівши 3 місце.

## Список композицій
| Digital download | Digital download              | Digital download |
| #                | Назва                         | Тривалість       |
| ---------------- | ----------------------------- | ---------------- |
| 1.               | «Hey Mamma» (Radio Edit)      | 2:59             |
| 2.               | «Hey Mamma» (Karaoke Version) | 2:59             |